# Geomsa-oejeon
Geomsa-oejeon (검사외전?), noto anche con il titolo internazionale A Violent Prosecutor, è un film del 2016 scritto e diretto da Lee Il-hyung.

## Trama
Byun Jae-wook è un procuratore estremamente irascibile, che viene arrestato e condannato a quindici anni di prigione per un omicidio che non ha commesso; il suo comportamento onesto e la sua disponibilità ad aiutare gli altri detenuti nelle faccende legali lo rendono tuttavia stimato da molti degli altri prigionieri. Jae-wook conosce Chi-won, arrestato per truffa, e i due decidono di evadere.

## Distribuzione
In Corea del Sud la pellicola ha goduto di una distribuzione a livello nazionale a cura della Showbox, a partire dal 3 febbraio 2016.